# Chenzhou
Changde (en chino, 郴州; pinyin, Chēnzhōu) es una ciudad-prefectura en la provincia de Hunan, República Popular China. Limita al norte con Hengyang, al sur y este con la provincia de Cantón y al oeste con Yongzhou. Su área es de 18 19 341 km² y su población total para 2018 superó los 4,74 millones de  habitantes. 

## Administración
La ciudad-prefectura de Chenzhou se organiza en 11 localidades que se administran en 2 distritos urbanos, 1 ciudad suburbana y 8 condados rurales.
- Distrito Beihu (北湖区)
- Distrito Suxian (苏仙区)
- Ciudad Zixing (资兴市)
- Condado Guiyang (桂阳县)
- Condado Yongxing (永兴县)
- Condado Yizhang (宜章县)
- Condado Jiahe (嘉禾县)
- Condado Linwu (临武县)
- Condado Rucheng (汝城县)
- Condado Guidong (桂东县)
- Condado Anren (安仁县)

## Toponimia y nombres
El topónimo Chenzhou se compone de los sinogramas Cheng (nombre propio) y Zhou (Provinvia), lo que da como resultado "Provincia Chen". El nombre "Chen" (郴),  a su vez, es una ligadura en escritura zhuan (篆书; estilo de caligrafía arcaica) de los sinogramas árbol (木) + asentamiento (邑), con el significado 'asentamiento entre árboles/bosque', representando un origen histórico y lingüístico, vinculado a su geografía y a la evolución de la escritura china. El sinograma "Chen" es exclusivo de Chenzhou y solo se utiliza en el nombre de esta ciudad.
La ligadura "Chen" (郴) se vio por primera vez durante la dinastía Qin, cuando Li Si cambió Lin (菻 bosque, que realmente son dos 木 "arbol") por "Chen" y estableció el Condado Chen (郴县). En el diccionario Shuowen Jiezi del siglo II de la dinastía Han se define como "nombre de un lugar con abundante vegetación".
En el año 113 aC, durante la dinastía Han Occidental, se denominó Guiyang (桂阳郡), y para el año 735 AD durante la Dinastía Tang se renombró Chenzhou (郴州).
El 25 de noviembre de 1949, se estableció solo como Chen (郴县专区). En noviembre de 1950, recuperó el nombre Chenzhou (郴州专区) y se administraba como distrito especial. El 17 de diciembre de 1994, se abolió el distrito especial y se reorganizó como ciudad a nivel de prefectura.

## Clima
Chenzhou tiene un clima subtropical húmedo, con cuatro estaciones bien diferenciadas. La primavera se caracteriza por fuertes lluvias, mientras los veranos son largos, calurosos y húmedos, con menos precipitaciones, y el otoño es agradable y bastante seco. El invierno es corto, pero se producen olas de frío con temperaturas ocasionalmente bajo cero.
| Parámetros climáticos promedio de Chenzhou (1971−2000) | Parámetros climáticos promedio de Chenzhou (1971−2000) | Parámetros climáticos promedio de Chenzhou (1971−2000) | Parámetros climáticos promedio de Chenzhou (1971−2000) | Parámetros climáticos promedio de Chenzhou (1971−2000) | Parámetros climáticos promedio de Chenzhou (1971−2000) | Parámetros climáticos promedio de Chenzhou (1971−2000) | Parámetros climáticos promedio de Chenzhou (1971−2000) | Parámetros climáticos promedio de Chenzhou (1971−2000) | Parámetros climáticos promedio de Chenzhou (1971−2000) | Parámetros climáticos promedio de Chenzhou (1971−2000) | Parámetros climáticos promedio de Chenzhou (1971−2000) | Parámetros climáticos promedio de Chenzhou (1971−2000) | Parámetros climáticos promedio de Chenzhou (1971−2000) |
| Mes                                                    | Ene.                                                   | Feb.                                                   | Mar.                                                   | Abr.                                                   | May.                                                   | Jun.                                                   | Jul.                                                   | Ago.                                                   | Sep.                                                   | Oct.                                                   | Nov.                                                   | Dic.                                                   | Anual                                                  |
| ------------------------------------------------------ | ------------------------------------------------------ | ------------------------------------------------------ | ------------------------------------------------------ | ------------------------------------------------------ | ------------------------------------------------------ | ------------------------------------------------------ | ------------------------------------------------------ | ------------------------------------------------------ | ------------------------------------------------------ | ------------------------------------------------------ | ------------------------------------------------------ | ------------------------------------------------------ | ------------------------------------------------------ |
| Temp. máx. media (°C)                                  | 10.1                                                   | 11.9                                                   | 16.1                                                   | 22.9                                                   | 27.4                                                   | 31.1                                                   | 34.2                                                   | 33.2                                                   | 28.9                                                   | 23.8                                                   | 18.3                                                   | 13.5                                                   | 22.6                                                   |
| Temp. mín. media (°C)                                  | 3.4                                                    | 5.4                                                    | 9.0                                                    | 14.9                                                   | 19.4                                                   | 23.3                                                   | 25.4                                                   | 24.5                                                   | 20.9                                                   | 15.5                                                   | 9.8                                                    | 5.0                                                    | 14.7                                                   |
| Precipitación total (mm)                               | 79.7                                                   | 115.0                                                  | 147.4                                                  | 194.8                                                  | 206.0                                                  | 176.2                                                  | 107.3                                                  | 175.0                                                  | 93.7                                                   | 69.3                                                   | 64.0                                                   | 45.5                                                   | 1473.9                                                 |
| Días de precipitaciones (≥ 0.1 mm)                     | 17.1                                                   | 16.8                                                   | 19.9                                                   | 18.5                                                   | 18.3                                                   | 15.5                                                   | 11.3                                                   | 14.0                                                   | 12.2                                                   | 13.5                                                   | 11.6                                                   | 10.4                                                   | 179.1                                                  |
| Fuente: Weather China                                  |                                                        |                                                        |                                                        |                                                        |                                                        |                                                        |                                                        |                                                        |                                                        |                                                        |                                                        |                                                        |                                                        |